# Chrysomya
Chrysomya is een geslacht van insecten uit de familie van de Bromvliegen (Calliphoridae), die tot de orde tweevleugeligen (Diptera) behoort.

## Soorten
- C. albiceps (Wiedemann, 1819)
- C. chloropyga (Wiedemann, 1818)
- C. megacephala (Fabricius, 1794)